# Ház a Kísértet-hegyen (film, 1999)
A Ház a Kísértet-hegyen (eredeti cím: House on Haunted Hill) 1999-ben bemutatott amerikai horrorfilm, melyet Robb White és Dick Beebe forgatókönyve alapján William Malone rendezett, Robert Zemeckis és Joel Silver produceri segédletével. A főbb szerepekben Geoffrey Rush, Famke Janssen, Taye Diggs, Ali Larter, Bridgette Wilson, Peter Gallagher és Chris Kattan látható. 
A film William Castle azonos című 1959-es horrorjának feldolgozása, illetve a horrorfilmekre szakosodott Dark Castle Entertainment filmgyártó cég legelső filmje. Az Amerikai Egyesült Államokban 1999. október 29-én mutatták be a Warner Bros. forgalmazásában, magyarországi mozibemutató 2000. november 2-án volt. Bár anyagi szempontból sikeresnek mondható, a kritikusok véleménye összességében negatív volt. 
2007-ben megjelent egy videófilmes folytatása Visszatérés a Kísértet-hegyre címmel, teljesen új szereplőkkel.

## Cselekmény
1931-ben egy elmegyógyintézet páciensei fellázadnak a szadista intézményvezető, Dr. Richard B. Vannacutt és személyzete ellen, akik embertelen kísérleteket végeznek az ápoltakon. Az épületet felgyújtva öt orvos kivételével mindenkivel végeznek.
1999-ben Evelyn Stockard-Price boldogtalan érdekházasságban él a dúsgazdag vidámpark-tulajdonos Steven Price-szal. A makacs Evelyn kérésére Price egy régóta elhagyatott kórházban szervez a nőnek születésnapi partit. Az ingatlan tulajdonosa, a gyerekkora óta ott élő Watson Pritchett váltig állítja, az épület maga a gonosz. A partin öt meghívott vendég vesz részt: Jennifer Jenzen filmproducer, Eddie Baker baseballjátékos, Melissa Marr egykori tévésztár, Donald Blackburn orvos és maga Pritchett. A vendégeket rejtélyes módon nem Price hívta meg és a férfi egyáltalán nem is ismeri őket. Ennek ellenére megtartja a rendezvényt és egymillió dollárt ajánl fel minden vendégnek, aki reggelig az épületben marad (aki előbb elhagyja azt, annak a pénzét felosztják a nyertesek között).  
Az épület biztonsági rendszere meghibásodik és fogságba ejti a bent tartózkodókat. Jennifer, Eddie és Pritchett az alagsorban próbálja megkeresni az irányítópanelt. Kutatás közben Jennifer beismeri Eddie-nek, hogy igazi neve Sara Wolfe: a lány a valódi Jennifer Jenzen kirúgott titkárnője, aki a pénz megszerzése érdekében ellopta korábbi munkaadója meghívóját. Nem sokkal ezután Sara egy magát Eddie-nek kiadó szellem után ered és kis híján belefullad egy hatalmas kádnyi vérbe. Melissa véres nyomokat hátrahagyva eltűnik, Price pedig felkeresi asszisztensét, a parti látványosságaiért felelős Schechtert, akire brutálisan megcsonkítva talál rá. A biztonsági kamerák monitorján Dr. Vannacutt szellemét pillantja meg, kezében egy véres fűrésszel.
Evelyn a többiek szeme láttára hal meg egy elektrosokk asztalhoz szíjazva. Price fegyverrel a kezében felesége gyilkosának nevét követeli a vendégektől. Eddie kiüti a férfit, akit ezután bezárnak egy különös kamrába: itt egy elavult zoetróp készülék található, mellyel a múltban szkizofrén betegeket próbáltak kezelni. Blackburn önként vállalja a bezárt Price őrzését, majd a többiek távozása után beindítja a kamra gépezetét, hátborzongató mozgóképekkel kínozva Price-t. Vannacutt irodájában Sara és Eddie rájön, hogy az összes vendég – Blackburn kivételével – az 1931-es tűzvész öt túlélőjének leszármazottja és Price számítógépének manipulálásával maga a gonosz szellem hívta őket egy helyre. 
Blackburnről kiderül, hogy régóta Evelyn szeretője. Megrendezték a nő halálát, Price-t próbálva megvádolni a gyilkossággal és abban reménykedtek, Evelyn férjével valamelyik vendég önvédelemből végez majd az éjszaka folyamán. Evelyn hidegvérrel Blackburnt is megöli és kiengedi az önkívületi állapotban lévő Price-ot a kamrából. Sara rátalál a véres ruházatú Price-ra, valamint Blackburn levágott fejére és gyilkosnak gondolva a férfit, lelövi őt. Sara Eddie-vel és Pritchett-tel együtt távozik, ezután Evelyn felbukkan és sértegetni kezdi a látszólag halott férjét. Price azonban golyóálló mellényt viselt és rátámad nejére. Egy korhadt ajtón átzuhanva Evelyn eléri a házat uraló gonosz alakváltó sötétség rejtekét, mely felemészti és magába olvasztja a nőt.
Az amorf árnyalak Pritchett-tet is megöli, lehetőséget adva Price-nak a menekülésre. Közli Sara-val és Eddie-vel, hogy az egyedüli menekülő út a padláson át vezet. Price kinyit a padláson egy ablakot és feláldozza magát, időt nyerve két életben maradt vendégének a megmenekülésre. Sara kijut, de Eddie az ablakot lezáró acéllemez miatt a ház foglya marad. Eddie felfedi az őt elemészteni próbáló árny előtt, hogy valójában örökbe fogadták és nem a kórházi személyzet leszármazottja. Pritchett kísértete megjelenik, eltereli az árny figyelmét és kinyitja az ablakot elzáró akadályt, Eddie így kimenekül a napfényre. Sara megtalálja az öt darab, egyenként egymillió dollárról szóló csekket.  
A végefőcím utáni jelenetben egy fekete-fehér filmen látható, ahogyan az 1931-es páciensek szellemei a Price házaspárt kínozzák az idők végezetéig.

## Szereplők
| Szereplő              | Színész          | Magyar hang       |
| --------------------- | ---------------- | ----------------- |
| Steven H. Price       | Geoffrey Rush    | Haás Vander Péter |
| Evelyn Stockard-Price | Famke Janssen    | Horváth Lili      |
| Sara Wolfe            | Ali Larter       | Schell Judit      |
| Eddie Baker           | Taye Diggs       | Kálid Artúr       |
| Melissa Margaret Marr | Bridgette Wilson | Orosz Anna        |
| Watson Pritchett      | Chris Kattan     | Csőre Gábor       |
| Donald W. Blackburn   | Peter Gallagher  | Tarján Péter      |
| Carl Schecter         | Max Perlich      |                   |
| Dr. Richard Vannacutt | Jeffrey Combs    |                   |
| TV riporter           | Lisa Loeb        | Árkosi Kati       |
| TV operatőr           | James Marsters   |                   |

## Fordítás
- Ez a szócikk részben vagy egészben  a   House on Haunted Hill (1999 film) című angol Wikipédia-szócikk fordításán alapul.  Az eredeti cikk szerkesztőit annak laptörténete sorolja fel. Ez a jelzés csupán a megfogalmazás eredetét és a szerzői jogokat jelzi, nem szolgál a cikkben szereplő információk forrásmegjelöléseként.

## Kapcsolódó szócikk
- Ház a Kísértet-hegyen (film, 1959)